# Ximena Restrepo
Ximena Restrepo Gaviria (ur. 10 marca 1969 w Medellín) – kolumbijska biegaczka na 200 i 400 metrów.
Jej wielka światowa kariera trwała tylko 3 lata zakończyła się brązowym medalem na 400 m w Barcelonie w 1992. Nie miała szczęścia do mistrzostw świata dwukrotnie była w finale na 400 m zajmowała tam odpowiednio 6 (MŚ 1991) i 5 (MŚ 1993) miejsca. Podczas MŚ w 1995 dotarła do półfinału. Wystartowała jeszcze na igrzyskach olimpijskich w Atlancie, ale nie ukończyła biegu eliminacyjnego. Zniechęcona dalszym brakiem sukcesów zakończyła karierę w tym samym roku. Wciąż jest rekordzistką Ameryki Południowej na 400 m czasem 49,64. Trzykrotnie w karierze kończyła sezon w pierwszej dziesiątce najszybszych zawodniczek na tym dystansie. Jest żoną znanego chilijskiego kulomiota Gerta Weila.

## Osiągnięcia sportowe

### Igrzyska olimpijskie
| Miejsce | Dzień      | Rok  | Miejscowość | Konkurencja   | Czas biegu | Strata   | Zwycięzca        |
| ------- | ---------- | ---- | ----------- | ------------- | ---------- | -------- | ---------------- |
| 3.      | 5 sierpnia | 1992 | Barcelona   | bieg na 400 m | 49,64 s    | + 0,81 s | Marie-José Perec |

### Mistrzostwa świata
| Miejsce | Dzień       | Rok  | Miejscowość | Konkurencja   | Czas biegu | Strata   | Zwycięzca        |
| ------- | ----------- | ---- | ----------- | ------------- | ---------- | -------- | ---------------- |
| 6.      | 27 sierpnia | 1991 | Tokio       | bieg na 400 m | 50,79 s    | + 1,66 s | Marie-José Perec |
| 5.      | 17 sierpnia | 1993 | Stuttgart   | bieg na 400 m | 50,91 s    | + 1,09 s | Jearl Miles      |
| 17.     | 7 sierpnia  | 1995 | Göteborg    | bieg na 400 m | 51,82 s    | -        | Marie-José Perec |

### Igrzyska panamerykańskie
| Miejsce | Dzień      | Rok  | Miejscowość | Konkurencja        | Czas biegu  | Strata   | Zwycięzca          |
| ------- | ---------- | ---- | ----------- | ------------------ | ----------- | -------- | ------------------ |
| 2.      |            | 1991 | Hawana      | bieg na 200 m      | 23,16 s     | + 0,05 s | Liliana Allen      |
| 2.      | 5 sierpnia | 1991 | Hawana      | bieg na 400 m      | 50,14 s     | + 0,53 s | Ana Fidelia Quirot |
| 4.      |            | 1991 | Hawana      | sztafeta 4 × 400 m | 3:31,39 min | + 7,18 s | Stany Zjednoczone  |

### Najlepszy wynik w sezonie

#### 400 m
| Rok  | Wiek    | Wynik | Miejsce   | Data       | Wynik na świecie |
| ---- | ------- | ----- | --------- | ---------- | ---------------- |
| 1991 | 22 lata | 50,14 | Hawana    | 5 sierpnia | 7                |
| 1992 | 23 lata | 49,64 | Barcelona | 5 sierpnia | 4                |
| 1993 | 24 lata | 50,37 | Salamanka | 27 lipca   | 7                |